# Birgeriidae
De Birgeriidae zijn een familie van uitgestorven straalvinnige beenvissen uit de subklasse Chondrostei, die leefden van het Vroeg-Trias tot het Vroeg-Jura.

## Kenmerken
Het waren relatief grote vissen, met een lang, slank lichaam en een lange, smalle kop. De rug- en anaalvinnen waren driehoekig en stonden symmetrisch tegenover elkaar, dicht bij de diep gevorkte staartvin. De borstvinnen waren breed en puntig, de buikvinnen klein. De vissen waren niet of slechts licht geschubd. De snuit was stomp met een diepe spleet ver achter de kleine ogen. De parasphenoïde (een ongepaard omhullend bot in de basis van de schedel) was langwerpig en extra verlengd aan de achterkant, richting de romp, door uitsteeksel. Volgens T. Bürgin (1990) was Birgeria blijkbaar levendbarend.

## Externe systematiek
De Birgeriidae behoren tot de onderklasse van de kraakbeenganoïden (Chondrostei). Terwijl ze vroeger werden toegewezen aan de parafyletische Palaeonisciformes, worden ze nu beschouwd als verwanten van de steuren en zijn ze waarschijnlijk de zustergroep van alle steurachtige soorten (Acipenseriformes).

## Geslachten
- Birgeria Stensiö 1919
- Ohmdenia Hauff 1953
- Psilichthys Hall 1900